# St. Reinoldi (Dortmund)

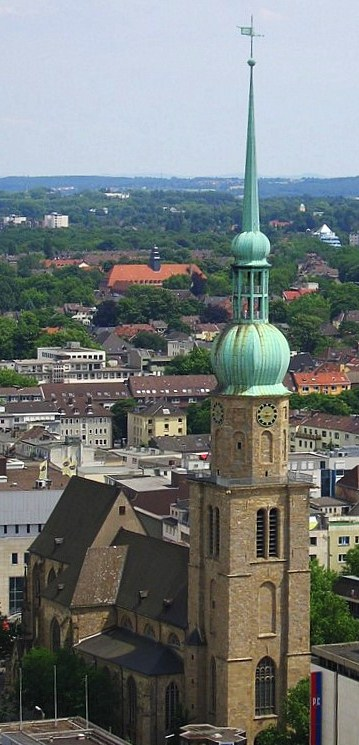
St. Reinoldi in Dortmund

St. Reinoldi, auch Reinoldikirche, ist eine evangelische Kirche in der Dortmunder Innenstadt. Sie ist ihrem Gründungsdatum nach die älteste erhaltene Kirche im historischen Stadtzentrum, eine frühgotische dreijochige Basilika mit spätromanischem Querhaus, spätgotischem Chor und an romanische Formen anschließendem barockem Westturm. Der älteste heute noch erhaltene Teil ist das Querhaus, errichtet knapp vor Mitte des 13. Jahrhunderts. St. Reinoldi war im Mittelalter als Stadt- und Ratskirche das geistige Zentrum der Reichsstadt Dortmund und bis zur Reformation auch Hauptpfarrkirche. Heute ist sie die evangelische Stadtkirche. St. Reinoldi bildet den städtebaulichen sowie geographischen Mittelpunkt der Innenstadt und ist ein Wahrzeichen Dortmunds. In unmittelbarer Nachbarschaft befindet sich der gleichnamige U-Bahnhof der Stadtbahn Dortmund, der Kreuzungspunkt zweier Stammstrecken (II und III) ist. Die Kirche ist nach dem Stadtpatron Reinoldus benannt, der bis zur Reformation auch Kirchenpatron war.

## Geschichte

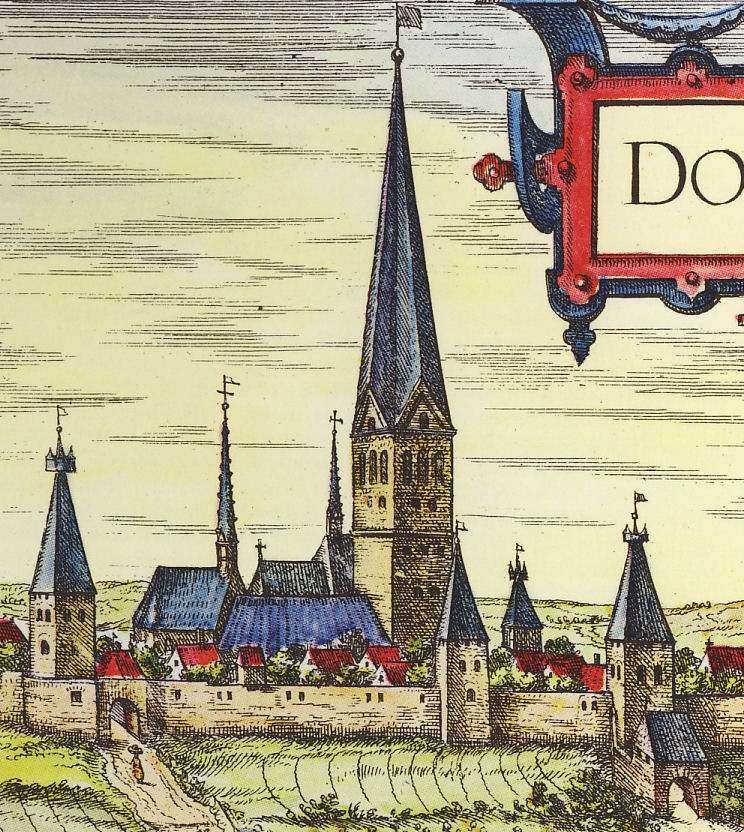
Im Plan von Braun-Hogenberg überragt St. Reinoldi Ende des 16. Jahrhunderts Mauern, Klöster und Häuser der Stadt

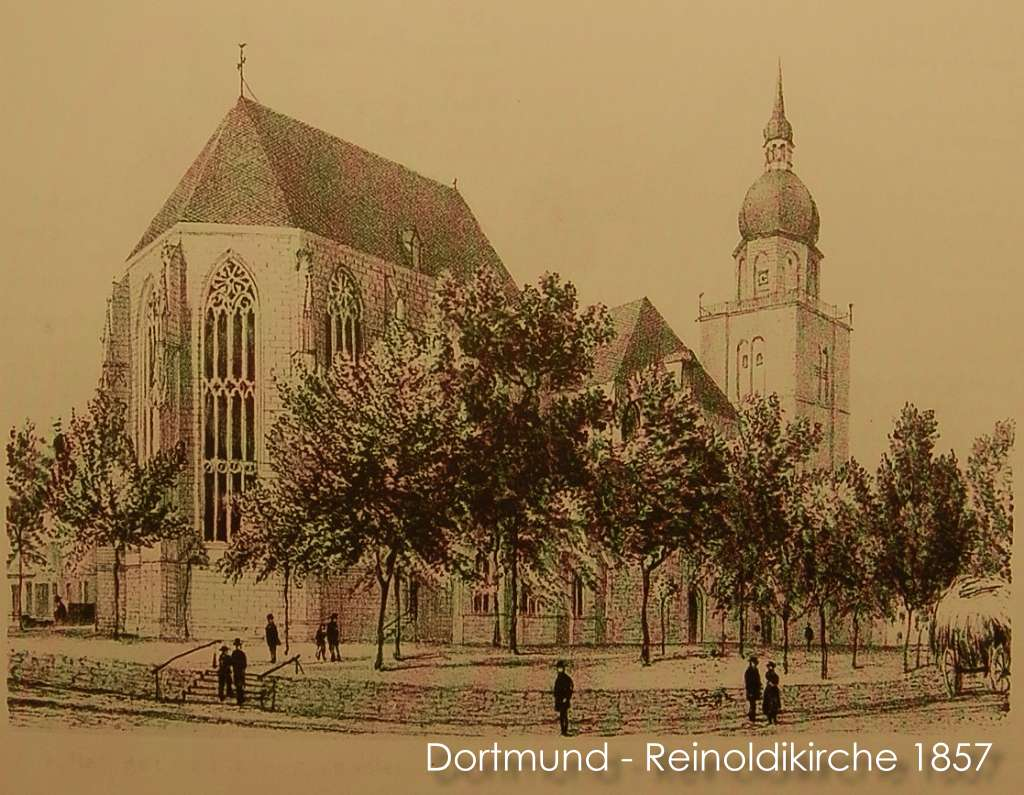
St. Reinoldi um 1857

Dortmunder Chronisten vermuten an der Kreuzung des Hellwegs mit der historischen Straße von Köln nach Bremen eine Ursprungskirche aus dem 9. Jahrhundert. Von dieser existieren allerdings keine Grabungsfunde. Belegt hingegen ist eine Pfalzkirche aus ottonischer Zeit. Diese ottonische Saalkirche mit Querschiff und halbrunder Apsis wurde bei Kriegsunruhen um 1060 erstmals zerstört und dann mit neuer Außenkrypta neuerrichtet, um die vielleicht 1065 nach Dortmund gebrachten Reinoldus-Reliquien aufzunehmen.
Diese nun unter dem Patrozinium des Heiligen Reinoldus stehende Kirche wurde wahrscheinlich bei Kämpfen in den Jahren 1113 bis 1115 erneut zerstört und anschließend neu aufgebaut.

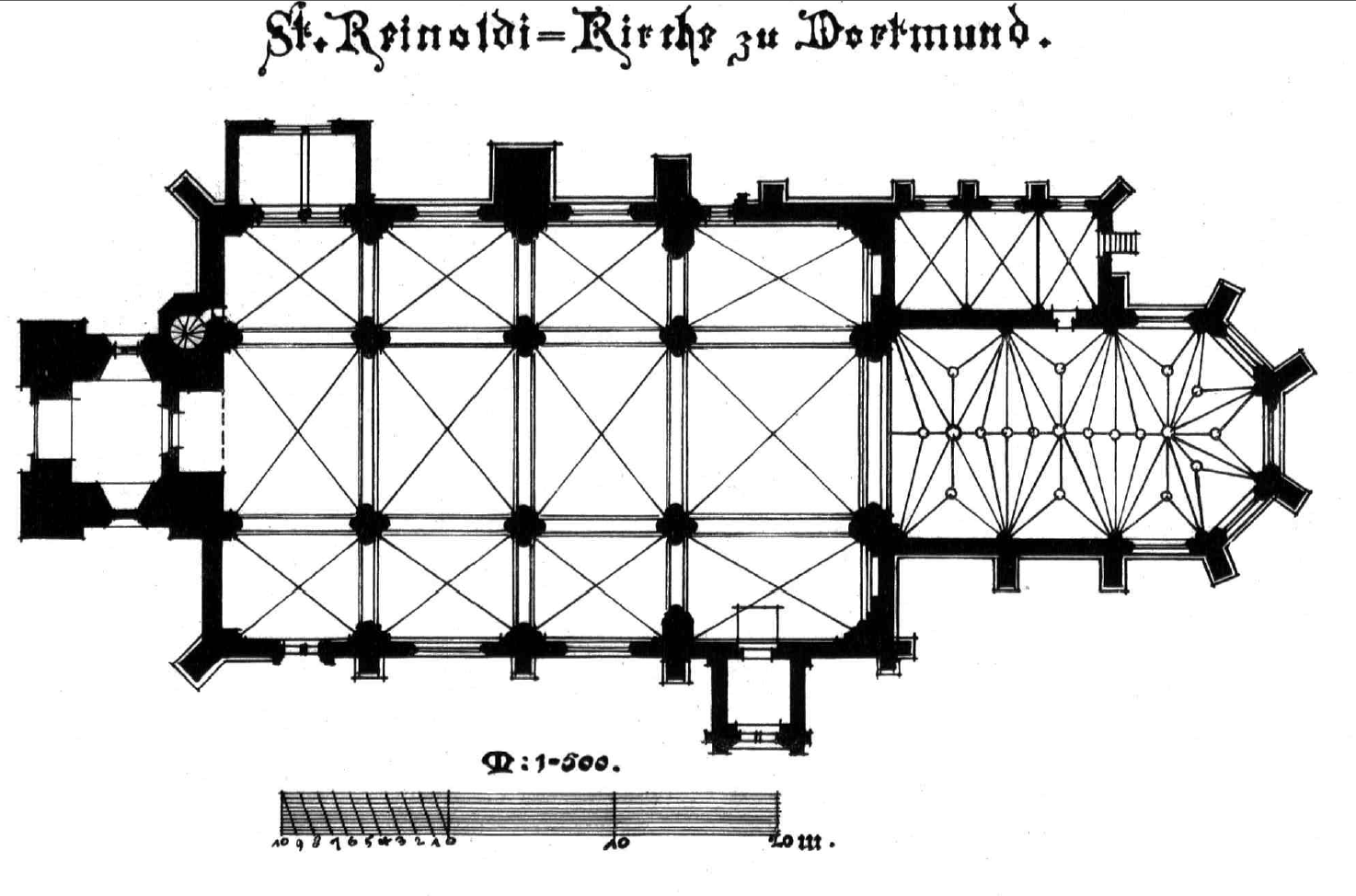
Historischer Grundriss von St. Reinoldi

Ein Stadtbrand von 1231/1232 zerstörte das Gebäude ein drittes Mal. Dies belegen Brandspuren, die in jüngster Zeit bei archäologischen Untersuchungen an der Nordseite der heutigen Kirche entdeckt wurden. Ihr Wiederaufbau setzte zwischen 1233 und 1235 ein. Aus dieser Bauphase stammt das Querhaus. Nach Planänderung kam dann bis 1260 das frühgotische Langhaus hinzu, ursprünglich nach Westen um zwei Joche länger. 1421–1450 wurde der romanische Chor durch den heutigen spätgotischen ersetzt und die Sakristei angebaut. 1661 stürzte der 1443–1454 erhöhte gotische Turm ein. Daraufhin wurde das Langhaus im Westen um zwei Joche verkürzt und der heutige Turm davor gesetzt. Dessen romanisch wirkende Blendarkaden sind ein Beispiel retrospektiver Architektur.
In der Entwicklung der Stadt spielte der Streit um das Kirchenpatronat für St. Reinoldi eine wichtige Rolle. Das Recht zur Besetzung der Pfarrstelle lag zunächst beim Dekan des Kölner Stifts Mariengraden. Durch Urkunden belegt sind kirchenrechtliche Prozesse zwischen 1262 und 1290, die mit einem Kompromiss endeten: Das Kölner Stift durfte nur Dortmunder Bürger zum Pfarrer bestimmen. Seit 1421 scheint der Rat das Patronatsrecht für St. Reinoldi wahrgenommen zu haben, die dazu führenden Vorgänge sind nicht belegt.
Im 14. Jahrhundert geriet die freie Reichsstadt Dortmund zunehmend unter Druck der umliegenden Territorialmächte, konnte sich jedoch behaupten. Vom 29. Mai 1388 bis zum 8. November 1389 dauerte die Große Fehde, aus der Dortmund gestärkt hervorging. Die in den folgenden Jahren entwickelte wirtschaftliche Stärke schlug sich unter anderem in den Kirchen gespendeten Kunstschätzen nieder. 1421 bis 1450 baute man den großen Ratschor von St. Reinoldi, der das Bild der Kirche bis heute prägt. 1446 begann man den Anbau der Sakristei.
Die Ausstattung von St. Reinoldi macht deutlich, dass eine wesentliche Funktion des Baus die Repräsentation der reichsstädtischen Freiheit Dortmunds war. Im Übergang zwischen Kirchenschiff und Chor wurden Skulpturen Karls des Großen und des Stadtpatrons Reinoldus aufgestellt, beide auf dem Adlerwappen der Stadt, dessen Ähnlichkeit zum Adlerwappen des Reiches ins Auge fällt. Die Anordnung des Ratsgestühls vor dem Reliquienhaus mit den Gebeinen des Stadtpatrons macht die enge Verbindung zwischen religiösen und sakralen Vorstellungen deutlich.
Der Turm von St. Reinoldi wurde ab 1443 erneuert. Wegen seiner Höhe von 112 Metern galt er nach seiner Vollendung 1454 als „Wunder von Westfalen“. Der Turmhelm wurde 1519 erstmals erneuert. Am 24. Juni 1520 wurde die Dacheindeckung mit Kupfer vollendet, am 27. Juli die Kugel aufgesetzt. Die Dachspitze war nun um weitere sieben Meter in die Höhe gewachsen. Auf dem Bauwerk wachte ein Türmer hoch über der Stadt.
1661 stürzte der Turm ein, nachdem er bereits 1640 durch ein Erdbeben beschädigt worden war. Das Fundament für den neuen Turm wurde um 1662 an das nun um zwei Joche verkürzte Langhaus gelegt und das Bauwerk 1701 mit barocker Haube vollendet.
Im Ersten Weltkrieg musste die Reinoldigemeinde die Bronzeglocken, das Kupferdach und die Prospektpfeifen für die Rüstungsproduktion abgeben. Nach dem Krieg wurde 1926 im Nordwesten der Kirche eine sogenannte Heldenkapelle errichtet, um hier der Gefallenen des Ersten Weltkrieges zu gedenken.
Im Zweiten Weltkrieg wurde St. Reinoldi schwer beschädigt. Am 6. Oktober 1944 beim vierten alliierten Großangriff auf Dortmund wurde die bereits bei vorangegangenen Angriffen beschädigte Kirche bis auf die Seitenmauern zerstört.
Der Wiederaufbau, zum Teil über Spenden und eine Lotterie finanziert, begann 1950 und dauerte sechs Jahre. Am 3. Juni 1956 wurde Einweihung in der wiederaufgebauten Kirche gefeiert. Entsprechend der Ästhetik der Zeit präsentierte sich das Innere nun steinsichtig ohne Putz. Der Wiederaufbau des Turmes orientierte sich an der vertrauten barocken Silhouette, strebte aber eine städtebaulich stärker dominierende Wirkung durch Erhöhung des Oktogons und einen schlankeren, höheren Aufbau der welschen Haube an.
Der Turm von St. Reinoldi kann bis zur ersten Plattform in etwa 60 m Höhe durch die Glockenstube bestiegen werden. Seine heutige Höhe beträgt 104 Meter. Auf der Spitze des Glockenturms dreht sich eine Wetterfahne aus Metall im Wind. Die Wetterfahne zeigt mit dem Adler das Wappentier der Stadt Dortmund.
Im Jahre 2006 wurde südwestliche am Turm ein zweigeschossiger, gläserner Anbau gebaut. Resultierend aus einem Architektenwettbewerb wurde hier der Entwurf des Dortmunder Büros Architekten Schröder Schulte-Ladbeck umgesetzt, der auf dem Grundriss der nach dem Ersten Weltkrieg erbauten und im Zweiten Weltkrieg zerstörten Kriegerkapelle basiert. Der Bau besitzt einen Durchbruch zum historischen Kirchenbauwerk und beheimatet das Reinoldiforum der Evangelischen Stadtkirche Dortmund.
Am 1. Januar 2007 fusionierte die ehemals eigenständige Reinoldigemeinde mit den Gemeinden Apostel, Heliand und Melanchthon zu der Evangelischen Kirchengemeinde St. Reinoldi Dortmund.
Anfang Juni 2008 wurde bekannt, dass die Sanierung der Kirche, insbesondere die Renovierungsarbeiten am Turm, der Außenfassade und am Dach Kosten von 3,4 Millionen Euro verursachen werden. Der Turm der Kirche war bis 2009 eingerüstet und das Baugerüst war zur Deckung der Renovierungsarbeiten mit großflächigen Werbeplakaten verhangen.
Um die Bauerhaltung dauerhaft zu sichern wurde nun die Stiftung St. Reinoldi und die Initiative Rettet Reinoldi ins Leben gerufen. Aus Kirchensteuermitteln stehen jährlich 40.000 Euro zur Renovierung der Kirche zur Verfügung. Die tatsächlichen Instandhaltungskosten belaufen sich aber auf etwa 100.000 Euro im Jahr. Ziel der Stiftung ist es den fehlenden Betrag bereitzustellen.
Die Reinoldikirche ist als Baudenkmal in die Denkmalliste der Stadt Dortmund eingetragen.

## Ausstattung

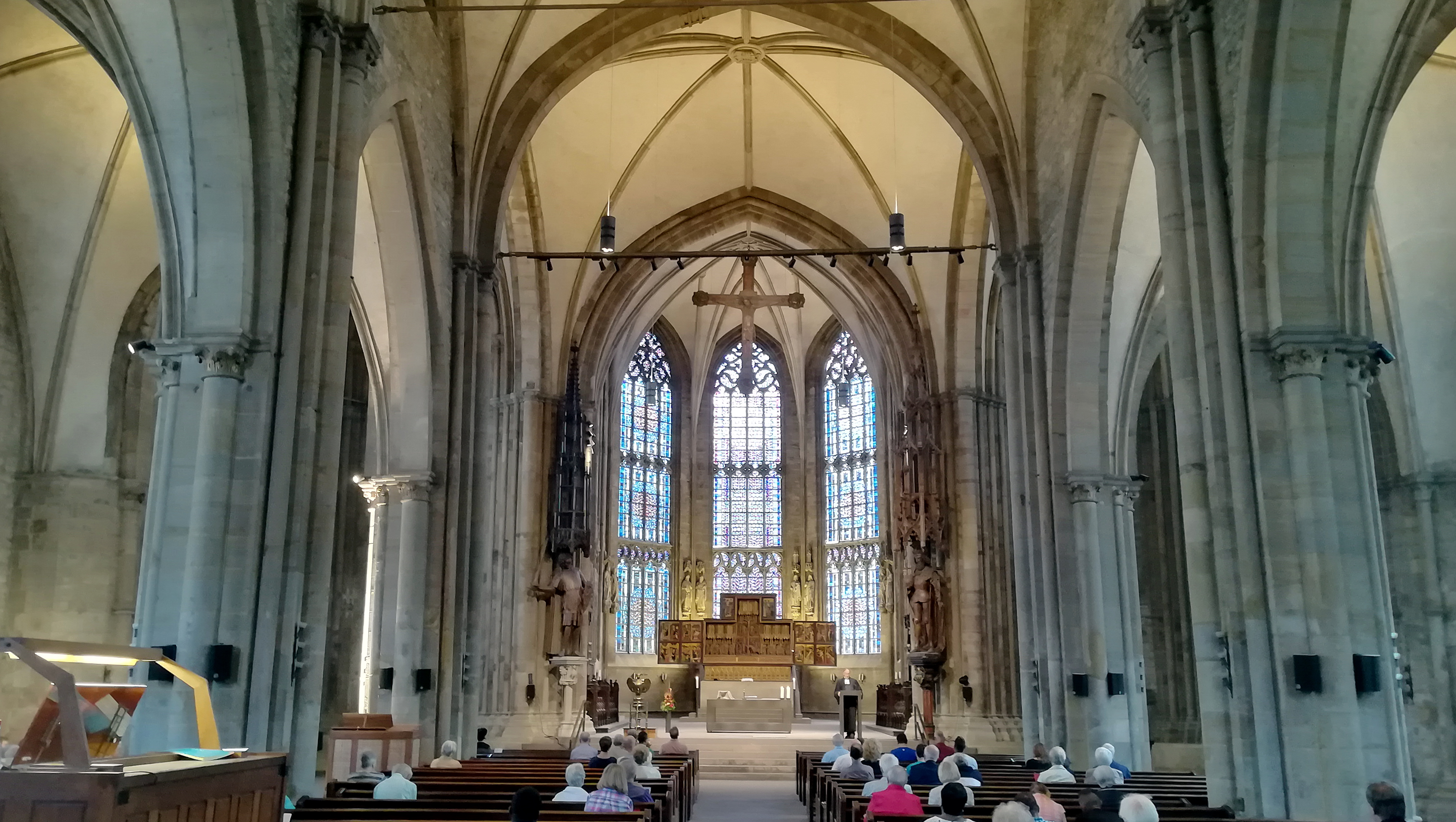
Reinoldikirche: Innenraum

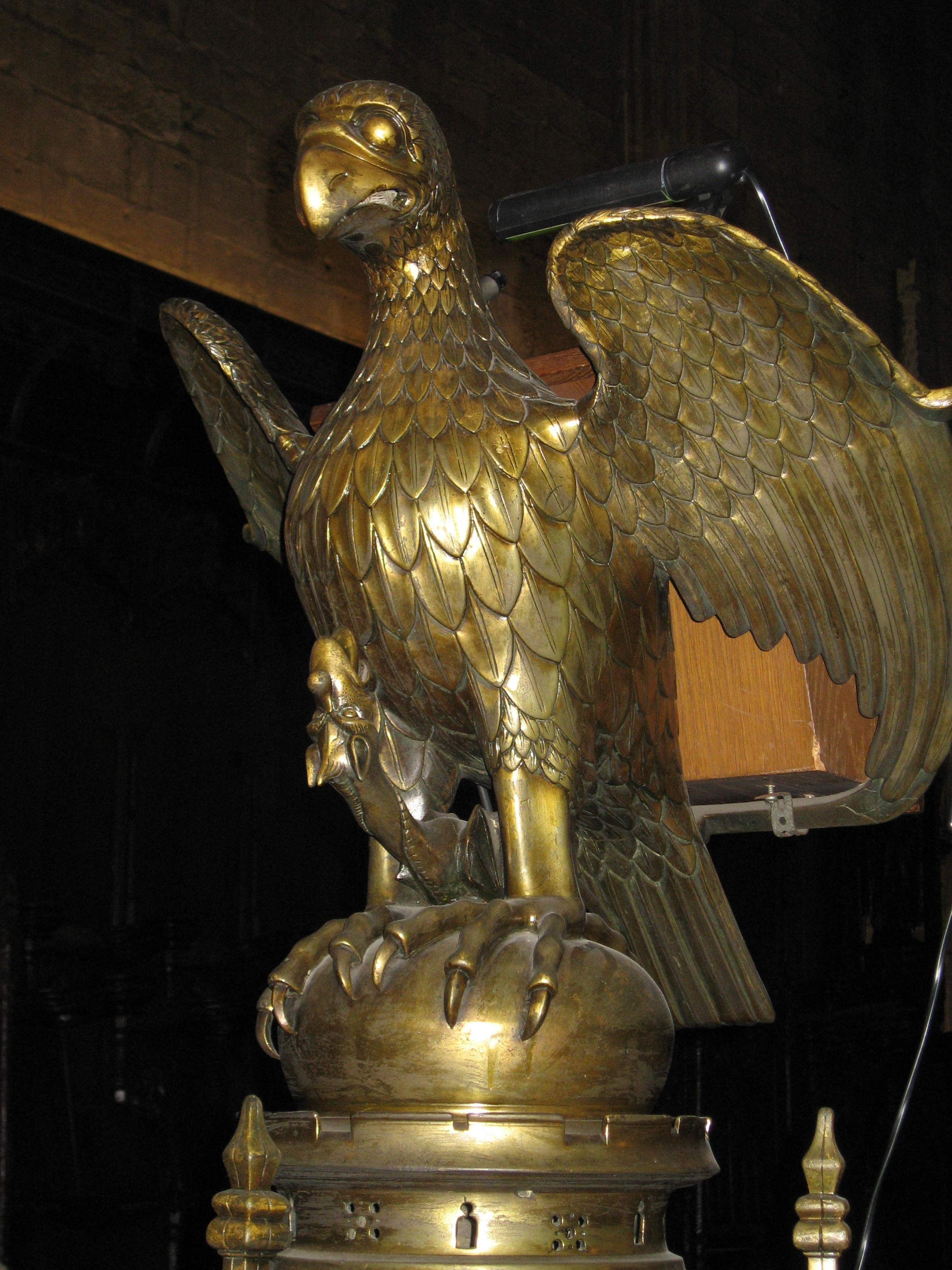
Adlerpult

In St. Reinoldi finden sich zahlreiche Kunstschätze und historische oder religiöse Objekte. Die meisten dieser Kunstschätze wurden zur Ausschmückung des zwischen 1421 und 1450 neu erbauten Chores vom Rat der Hansestadt Dortmund und von reichen Dortmunder Bürgern gestiftet.
An der Nordseite des Choreinganges findet sich eine hölzerne Skulptur des Reinoldus. Die überlebensgroße Darstellung des ritterlichen Kirchen- und Stadtpatrons stammt aus der ersten Hälfte des 14. Jahrhunderts. Reinoldus steht auf einem mit Adler und Löwen ausgeschmückten Säulenpodest unter einem hölzernen Baldachin. Das heutige hölzerne Äußere der Figur wurde im 19. und 20. Jahrhundert mehrfach restauriert. Es ist anzunehmen, dass die Skulptur ursprünglich bemalt war. Sie wird auch als Rolandstatue rezipiert.
Auf der anderen Seite des Chores wacht eine weitere hölzerne Figur über die Gemeinde. Die Skulptur Karls des Großen verdeutlicht die weltliche Herrschaft. Karl der Große hält  Reichsapfel und Zepter in den Händen. Er ist mit einer Bügelkrone, Rüstung und kostbarem Umhang bekleidet. Das Schnitzwerk stammt aus der Mitte des 15. Jahrhunderts.
Das Chorgestühl an der Nord- und Südwand des Chores wurde 1462 von einem Schnitzer namens Hermann Brabender gefertigt. Auf dem Gestühl nahmen im Mittelalter während der Messe die Ratsherren Platz. Es bietet Platz für 42 Personen. Auf den äußeren Seiten des Gestühls finden sich Schnitzereien mit Darstellungen von Reinoldus und dem Kaiser. Weiterhin werden dort Maria, Jesus sowie die Heiligen Pantaleon, Quirinus von Neuss und Antonius der Eremit abgebildet.
1456 wurde direkt neben der Chorgestühlsseite des Rates ein Reliquienhaus aufgestellt. Hier wurden bis ins 17. Jahrhundert Reliquien des heiligen Reinoldus und weiterer Heiliger verwahrt. Die ursprünglich verwahrten Reliquien sind nicht erhalten. Gegenüber dem Reliquienhaus findet sich ein Sakramentshaus.
Das Retabel auf dem Hochaltar stammt aus dem Jahre 1420 und wurde in Belgien vom sogenannten Meister von Hakendover gefertigt. Das heute dauerhaft geöffnete Retabel zeigt Szenen aus dem Leben Jesu und Marias. Im Mittelteil der Altartafel wird die Kreuzigung Christi thematisiert.
Das Adlerpult stammt aus der ersten Hälfte des 15. Jahrhunderts. Es wurde aus Belgien, einem damaligen Zentrum für Bronzekunst, importiert. Das Pult diente zum Verlesen des Evangeliums, worauf der Adler als Symboltier des Evangelisten Johannes verweist. Der Greifvogel, der auch das Wappentier der Stadt Dortmund ist, hat die Schlange besiegt und hält sie zwischen seinen Krallen. Er umgreift dabei eine von einer Säule gestützte Kugel. Adler und Säulenarchitektur ruhen auf den Rücken von kleinen Löwenfiguren.
- Marienskulptur aus Mitte des 15. Jahrhunderts über der Sakristeitür
- Zwölf Apostelskulpturen vor den Fenstern
- Taufbecken aus dem Jahre 1469[11]

## Orgeln
St. Reinoldi ist ein Zentrum der Kirchenmusik. 2007 erschien die einzige CD-Einspielung „Orgel und Glocken der St.-Reinoldi-Kirche Dortmund“ mit Reinoldikantor Klaus Müller an der Walcker-Orgel. St. Reinoldi ist auch die Wirkungsstätte des traditionsreichen Dortmunder Bachchores.

### Walcker-Orgel von 1909
1909 wurde auf Betreiben des damaligen Pfarrers Gottfried Traub in St. Reinoldi eines der größten Orgelwerke des Westens aufgestellt, die berühmte Walcker-Orgel mit fünf Manualen, Pedal und 105 Registern. Die Orgel wurde mit einem Bachfest eingeweiht. Albert Schweitzer als bekannter Organist, Kenner Bachs und Theoretiker des Orgelbaus nahm an der Einweihung teil und spielte Werke von Johann Sebastian Bach. Der Bau der Reinoldi-Orgel übte einen starken Einfluss auf den ganzen deutschen Orgelbau aus. Das Instrument war ein Hauptwerk der sogenannten Elsässisch-Neudeutschen Orgelreform. An ihm wirkte von 1925 an der bedeutende Komponist Gerard Bunk. Die Orgel wurde im Zweiten Weltkrieg zerstört.
Es existieren zwei Tonaufnahmen dieser Orgel vom 4. April 1931 mit Gerard Bunk als Organisten.

| I Positiv C–a3   |       |
| Rohrflöte        | 16′   |
| Flötenprinzipal  | 08′   |
| Flûte harmonique | 08′   |
| Salicional       | 08′   |
| Nachthorn        | 08′   |
| Unda Maris       | 08′   |
| Fugara           | 04′   |
| Flauto dolce     | 04′   |
| Quinte           | 2 ⁄3′ |
| Flautino         | 02′   |
| Mixtur IV        | 1 ⁄3′ |
| Bassethorn       | 08′   |
| Basson           | 08′   |
| Glockenspiel     |       |

| I Rückpositiv C–a3 |       |
| Gedackt            | 08′   |
| Prinzipal          | 04′   |
| Schwiegel          | 02′   |
| Quinte             | 1 ⁄3′ |
| Cymbel III         |       |
| Regal              | 08′   |
| Tremolo            |       |

| II Hauptwerk C–a3 |       |
| Prinzipal         | 16′   |
| Bourdon           | 16′   |
| Prinzipal         | 08′   |
| Prestant          | 08′   |
| Hohlflöte         | 08′   |
| Viola da Gamba    | 08′   |
| Gemshorn          | 08′   |
| Bourdon           | 08′   |
| Dulciana          | 08′   |
| Quintatön         | 08′   |
| Oktave            | 04′   |
| Rohrflöte         | 04′   |
| Quinte            | 2 ⁄3′ |
| Oktave            | 02′   |
| Mixtur IV         | 02′   |
| Cornett III–V     | 08′   |
| Cymbel IV         | 02⁄3′ |
| Bombarde          | 16′   |
| Trompete          | 08′   |
| Clairon           | 04′   |

| III Schwellwerk C–a3 |        |
| Bourdon              | 16′    |
| Hornprinzipal        | 08′    |
| Traversflöte         | 08′    |
| Lieblich Gedackt     | 08′    |
| Gambe                | 08′    |
| Aeoline              | 08′    |
| Voix céleste         | 08′    |
| Prinzipal            | 04′    |
| Flûte octaviante     | 04′    |
| Salicet              | 04′    |
| Quinte               | 2 ⁄3′  |
| Flageolet            | 02′    |
| Terz                 | 1 3⁄5′ |
| Superquinte          | 1 ⁄3′  |
| Septime              | 1 ⁄7′  |
| Piccolo              | 01′    |
| Mixtur V             | 2 ⁄3′  |
| Basson               | 16′    |
| Trompete             | 08′    |
| Oboë                 | 08′    |
| Clairon harmonique   | 04′    |
| Tremolo              |        |

| IV Solowerk C–a3    |        |
| Bourdon             | 16′    |
| Synthematophon      | 08′    |
| Fugara              | 08′    |
| Hornflöte           | 08′    |
| Cornettino I–III    | 08′    |
| Geigenprinzipal     | 04′    |
| Quinte              | 5 1⁄3′ |
| Terz                | 1 3⁄5′ |
| Nasard              | 2 ⁄3′  |
| Septime             | 2 ⁄7′  |
| Doublette           | 02′    |
| Groß-Cornett I–VIII | 08′    |
| Tuba Magna          | 16′    |
| Tuba Mirabilis      | 08′    |
| Cor harmonique      | 04′    |
| Trompete            | 08′    |
| Clarinette          | 08′    |

| V Echowerk C–a3   |       |
| Quintatön         | 16′   |
| Prinzipal         | 08′   |
| Viola             | 08′   |
| Vox Angelica      | 08′   |
| Bourdon Doux      | 08′   |
| Gemshorn          | 04′   |
| Flautino          | 02′   |
| Nasard            | 2 ⁄3′ |
| Larigot           | 1 ⁄3′ |
| Flageolet         | 01′   |
| Cornett-Mixtur IV | 2 ⁄3′ |
| Vox humana        | 08′   |
| Trompete          | 08′   |
| Tremolo           |       |

| Pedal C–f1          |         |
| Contra-Prinzipalbaß | 32′     |
| Subbaß              | 16′     |
| Prinzipalbaß        | 16′     |
| Contrabaß           | 16′     |
| Salicetbaß          | 16′     |
| Quintbaß            | 10 2⁄3′ |
| Violon              | 08′     |
| Bourdon             | 08′     |
| Terz                | 6 2⁄5′  |
| Quinte              | 5 1⁄3′  |
| Septime             | 4 ⁄7′   |
| Prinzipalflöte      | 04′     |
| Cornettbaß IV       | 08′     |
| Contraposaune       | 32′     |
| Posaune             | 16′     |
| Trompete            | 08′     |
| Donner              |         |

| Schwell-Pedal C–f1 |     |
| Bourdon            | 16′ |
| Baßflöte           | 08′ |
| Cello              | 08′ |
| Basson             | 16′ |
| Clairon            | 04′ |

### Walcker-Orgel von 1958
Erst 1958 bekam die Kirche wieder eine große Orgel. Diese wurde durch die Firma Walcker in Ludwigsburg errichtet, von Gerard Bunk wesentlich mitgeplant und von ihm im Mai eingeweiht. Sie besaß 72 Register auf vier Manualen und Pedal bei elektropneumatischer Traktur und gilt als bedeutendes Zeugnis des Orgelbaus der Nachkriegszeit. 1996 wurden die elektrischen Teile erneuert und ein neuer Spieltisch mit Setzeranlage gebaut.
| I Rückpositiv C–g3 |                 |       |
| 01.                | Holzgedackt     | 08′   |
| 02.                | Quintadena      | 08′   |
| 03.                | Prinzipal       | 04′   |
| 04.                | Nachthorn       | 04′   |
| 05.                | Oktave          | 02′   |
| 06.                | Blockflöte      | 02′   |
| 07.                | Sifflöte        | 1 ⁄3′ |
| 08.                | Sesquialtera II | 2 ⁄3′ |
| 09.                | Scharff V       |       |
| 10.                | Rankett         | 16′   |
| 11.                | Trichterregal   | 08′   |
| 12.                | Rohrschalmey    | 04′   |
|                    | Tremulant       |       |

| II Hauptwerk C–g3 |                    |        |
| 13.               | Prinzipal          | 16′    |
| 14.               | Quintadena         | 16′    |
| 15.               | Prinzipal          | 08′    |
| 16.               | Rohrflöte          | 08′    |
| 17.               | Spitzgambe         | 08′    |
| 18.               | Quinte             | 5 1⁄3′ |
| 19.               | Oktave             | 04′    |
| 20.               | Spillflöte         | 04′    |
| 21.               | Quinte             | 2 ⁄3′  |
| 22.               | Oktave             | 02′    |
| 23.               | Mixtur V           |        |
| 24.               | Zimbel V           |        |
| 25.               | Kornett IV (ab c0) |        |
| 26.               | Fagott             | 16′    |
| 27.               | Trompete           | 08′    |
| 28.               | Feldtrompete       | 08′    |

| III Schwellwerk C–g3 |                  |        |
| 29.                  | Gedacktpommer    | 16′    |
| 30.                  | Holzprinzipal    | 08′    |
| 31.                  | Bleigedackt      | 08′    |
| 32.                  | Harfpfeife       | 08′    |
| 33.                  | Oktave           | 04′    |
| 34.                  | Kleingedackt     | 04′    |
| 35.                  | Nasat            | 2 ⁄3′  |
| 36.                  | Oktave           | 02′    |
| 37.                  | Schweizerpfeife  | 02′    |
| 38.                  | Terzflöte        | 1 3⁄5′ |
| 39.                  | Superquinte      | 1 ⁄3′  |
| 40.                  | Septime          | 4⁄7′   |
| 41.                  | Piccoloflöte     | 01′    |
| 42.                  | Mixtur V         |        |
| 43.                  | Scharfzimbel III |        |
| 44.                  | Trompete         | 16′    |
| 45.                  | Oboe             | 08′    |
| 46.                  | Helltrompete     | 04′    |
|                      | Tremulant        |        |

| IV Kronwerk C–g3 |            |     |
| 47.              | Holzflöte  | 08′ |
| 48.              | Praestant  | 04′ |
| 49.              | Rohrpommer | 04′ |
| 50.              | Oktave     | 02′ |
| 51.              | Oktävlein  | 01′ |
| 52.              | Terzian II |     |
| 53.              | Zimbel III |     |
| 54.              | Dulzian    | 16′ |
| 55.              | Krummhorn  | 08′ |
|                  | Tremulant  |     |

| Pedal C–f1 |                 |     |
| 56.        | Untersatz       | 32′ |
| 57.        | Prinzipal       | 16′ |
| 58.        | Subbaß          | 16′ |
| 59.        | Oktavbaß        | 08′ |
| 60.        | Gemshorn        | 08′ |
| 61.        | Oktave          | 04′ |
| 62.        | Quintadena      | 04′ |
| 63.        | Nachthorn       | 02′ |
| 64.        | Gemsflöte       | 01′ |
| 65.        | Hintersatz IV   |     |
| 66.        | Zimbel IV       |     |
| 67.        | Kontraposaune   | 32′ |
| 68.        | Posaune         | 16′ |
| 69.        | Dulzian         | 16′ |
| 70.        | Trompete        | 08′ |
| 71.        | Clarine         | 04′ |
| 72.        | Singend Kornett | 02′ |

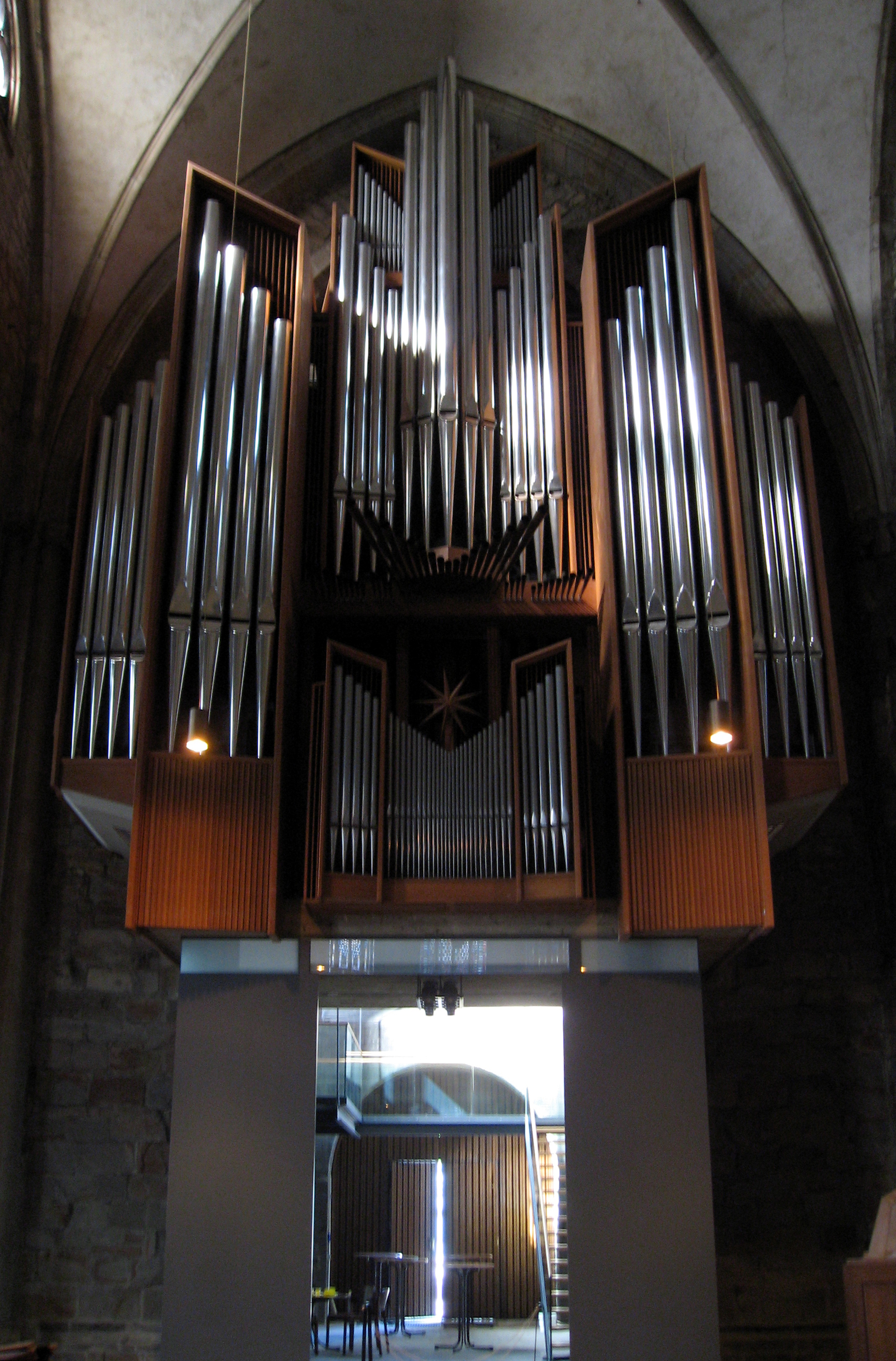
Walcker-Orgel von 1958 (2020 abgebaut)

- Koppeln: III/I, IV/I, I/II, III/II, IV/II, IV/III, I/P, II/P, III/P, IV/P
- Nebenregister: Zimbelstern (IV)
- Spielhilfen: zwei freie Pedalkombinationen, Generaltutti, 256fache Setzeranlage, programmierbare Crescendowalze.

### Die neue Orgelanlage von Mühleisen (2019/22)
Obwohl über eine mögliche Sanierung der Walcker-Orgel (von 1958) sehr unterschiedliche Ansichten bestanden, beschloss die Gemeinde, die Reinoldi-Kirche mit einer neuen, zweiteiligen Orgelanlage der Firma Orgelbau Mühleisen (Leonberg) auszustatten. Die Prospektgestaltung entwarf das Architekturbüro Bernhard Hirche (Hamburg).

#### Chororgel von Mühleisen (2019)
2019 wurde eine neue Chororgel von Orgelbau Mühleisen über dem südlichen Seiteneingang unterhalb der Fensterrosette eingebaut. Sie hat 11 Pfeifenreihen, die – mit Ausnahme des Prospektregisters (Violon 16’ / Pfeifenreihe 1) – in einem Schwellkasten untergebracht sind. Sie funktioniert nach dem Prinzip der Multiplexorgeln: Aus einer Pfeifenreihe werden durch Einzeltonsteuerung bis zu drei, scheinbar verschiedene, Register erzeugt (z. B. Bourdon 16’, Gedeckt 8’ und Gedecktflöte 4’ aus Reihe 3), die über bis zu sechs Registerzüge verfügen, da sie z. T. ebenso im anderen Manual und im Pedal angespielt werden können. Das Instrument ist von einem frei beweglichen elektronischen Spieltisch mit vier Manualen aus spielbar.
| Manualwerk I C–c4 |     |       |
| Bourdon           | 16′ | (3)   |
| Praestant         | 08′ | (2)   |
| Gedeckt           | 08′ | (3)   |
| Octave            | 04′ | (2)   |
| Gedecktflöte      | 04′ | (3)   |
| Superoctave       | 02′ | (9)   |
| Mixtur IV         | 02′ | (8,9) |
| Fagott            | 16′ | (11)  |
| Horn              | 08′ | (11)  |

| Manualwerk II C–c4 |        |      |
| Hohlflöte          | 08′    | (5)  |
| Fernflöte          | 08′    | (6)  |
| Violine            | 08′    | (4)  |
| Schwebung          | 08′    | (7)  |
| Flöte              | 04′    | (5)  |
| Gambetta           | 04′    | (4)  |
| Quinte             | 2 ⁄3′  | (8)  |
| Flautino           | 02′    | (5)  |
| Terz               | 1 3⁄5′ | (10) |
| Horn               | 08′    | (11) |

| Pedal C–g1     |     |       |
| Violon         | 16′ | (1)   |
| Bourdon        | 16′ | (3)   |
| Octavbass      | 08′ | (2)   |
| Gedecktbass    | 08′ | (3)   |
| Cello          | 08′ | (4)   |
| Choralbass     | 04′ | (2)   |
| Pedalmixtur II | 0   | (8,9) |
| Fagott         | 16′ | (11)  |
| Horn           | 08′ | (11)  |
| Clarine        | 04′ | (11)  |

| Zugehörigkeit zu einer der elf folgenden Pfeifenreihen: |                                       |        |  |
| (1)                                                     | Offenes Prinzipalregister im Prospekt | 16'    |  |
| (2)                                                     | Offenes Prinzipalregister             | 8′     |  |
| (3)                                                     | Gedacktes Register                    | 16′    |  |
| (4)                                                     | Enges Streicherregister               | 8′     |  |
| (5)                                                     | Weites Flötenregister                 | 8′     |  |
| (6)                                                     | Weites Flötenregister                 | 8′     |  |
| (7)                                                     | Schwebung                             | 8′     |  |
| (8)                                                     | Offenes Prinzipalregister             | 2 ⁄3′  |  |
| (9)                                                     | Offenes Prinzipalregister             | 2′     |  |
| (10)                                                    | Offenes Prinzipalregister             | 1 3⁄5′ |  |
| (11)                                                    | Zungenregister                        | 16'    |  |

- Koppeln: I/II, II/II (Sub- und Superoktavkoppel), I/P, II/P
- Nebenregister: Tremulant (auf das ganze Werk wirkend)

#### Hauptorgel von Mühleisen (2022)
Die neue Hauptorgel von Orgelbau Mühleisen verfügt über 54 Register auf vier Manualwerken (Haupt-, Ober-, Schwell- und Solowerk) und Pedal, darunter 10 Auxiliarreihen, aus denen weitere 22 Register und Transmissionen gewonnen werden. Sie wurde am 20. März 2022 in Dienst genommen. Etliche Register der Walcker-Orgel von 1958 wurden in der neuen Hauptorgel wiederverwendet. Das Instrument besitzt einen eingebauten mechanischen viermanualigen Spielschrank und kann ebenfalls vom mobilen Spieltisch der Chororgel aus angespielt werden. Bis auf eine mechanische Koppel am mechanischen Spieltisch, sind die Spielanlagen identisch.
| I Hauptwerk C–c4 |                   |       |
| 01.              | Principal         | 16′   |
| 02.              | Principal         | 08′   |
| 03.              | Flûte harmonique  | 08′   |
| 04.              | Rohrflöte         | 08′   |
| 05.              | Gamba             | 08′   |
| 06.              | Octave            | 04′   |
| 07.              | Waldflöte         | 04′   |
| 08.              | Quinte            | 2 ⁄3′ |
| 09.              | Superoctave       | 02′   |
| 10.              | Mixtur major IV   | 02′   |
| 11.              | Mixtur minor III  | 01′   |
| 12.              | Cornett V (ab g0) | 08′   |
| 13.              | Trompete          | 16′   |
| 14.              | Trompete          | 08′   |

| II Schwellpositiv C–c4 |                |       |
| 15.                    | Quintathön     | 16′   |
| 16.                    | Principal      | 08′   |
| 17.                    | Portunalflöte  | 08′   |
| 18.                    | Bourdon        | 08′   |
| 19.                    | Spitzgamba     | 08′   |
| 20.                    | Quintade       | 08′   |
| 21.                    | Octave         | 04′   |
| 22.                    | Flöte          | 04′   |
| 23.                    | Blockflöte     | 02′   |
| 24.                    | Sesquialter II | 2 ⁄3′ |
| 25.                    | Larigot        | 1 ⁄3′ |
| 26.                    | Mixtur IV      | 1 ⁄3′ |
| 27.                    | Trompete       | 08′   |
| 28.                    | Vox humana     | 08′   |
|                        | Tremulant      |       |

| III Schwellwerk C–c4 |                                |       |
| 29.                  | Bourdon                        | 16′   |
| 30.                  | Contraviola                    | 16′   |
| 31.                  | Geigenprincipal                | 08′   |
|                      | Lieblich Gedeckt (Ext. Nr. 29) | 08′   |
|                      | Viola (Ext. Nr. 30)            | 08′   |
| 32.                  | Aeoline                        | 08′   |
| 33.                  | Voix céleste                   | 08′   |
| 34.                  | Geigenpraestant                | 04′   |
| 35.                  | Flûte octaviante               | 04′   |
|                      | Violine (Ext. Nr. 30)          | 04′   |
| 36.                  | Octavin                        | 02′   |
| 37.                  | Oktävlein                      | 01′   |
| 38.                  | Progressio IV                  | 2 ⁄3′ |
| 39.                  | Basson                         | 16′   |
| 40.                  | Trompette harmonique           | 08′   |
| 41.                  | Hautbois                       | 08′   |
|                      | Tremulant                      |       |

| IV Solowerk C–c4 |                        |         |
| 42.              | Konzertflöte           | 08′     |
| 43.              | Klarinette             | 08′     |
| 44.              | Chamade                | 16′     |
|                  | Chamade (Ext. Nr. 44)  | 08′     |
|                  | Chamade (Ext. Nr. 44)  | 04′     |
|                  | Carillon (vorbereitet) |         |
|                  |                        |         |
|                  | im Schwellwerk         |         |
| 45.              | Großquinte             | 05 1⁄3′ |
|                  | Quinte (Ext. Nr. 45)   | 2 ⁄3′   |
|                  | Quinte (Ext. Nr. 45)   | 1 ⁄3′   |
| 46.              | Großterz               | 06 2⁄5′ |
|                  | Terz (Ext. Nr. 46)     | 3 1⁄5′  |
|                  | Terz (Ext. Nr. 46)     | 1 3⁄5′  |
| 47.              | Großseptime            | 04 ⁄7′  |
|                  | Septime (Ext. Nr. 47)  | 2 ⁄7′   |
|                  | Septime (Ext. Nr. 47)  | 1 ⁄7′   |

| Pedalwerk C–g1 |                            |         |
| 48.            | Untersatz                  | 32′     |
| 49.            | Principalbass              | 16′     |
|                | Subbass (Ext. Nr. 48)      | 16′     |
|                | Stillgedeckt (= Nr. 29)    | 16′     |
|                | Salicetbass (= Nr. 15)     | 16′     |
| 50.            | Quintbass                  | 10 2⁄3′ |
|                | Octavbass (Ext. Nr. 49)    | 08′     |
|                | Bassflöte (Ext. Nr. 48)    | 08′     |
|                | Stillgedeckt (Ext. Nr. 29) | 08′     |
|                | Violbass (Ext. Nr. 30)     | 08′     |
|                | Octave (Ext. Nr. 49)       | 04′     |
| 51.            | Nachthorn                  | 02′     |
| 52.            | Mixtur IV                  | 2 ⁄3′   |
| 53.            | Kontrabombarde             | 32′     |
|                | Posaune (Ext. Nr. 53)      | 16′     |
|                | Fagott (= Nr. 39)          | 16′     |
| 54.            | Trompete                   | 08′     |
|                | Clairon (Ext. Nr. 54)      | 04′     |

- Koppeln:

Normalkoppeln: II/I, III/I, III/II, IV/I, IV/II, IV/III, I/P, II/P, III/P, IV/P
Suboktavkoppeln: II/I, II/II, III/I, III/II, III/III,
Superoktavkoppeln: II/I, II/II, III/III

## Glocken

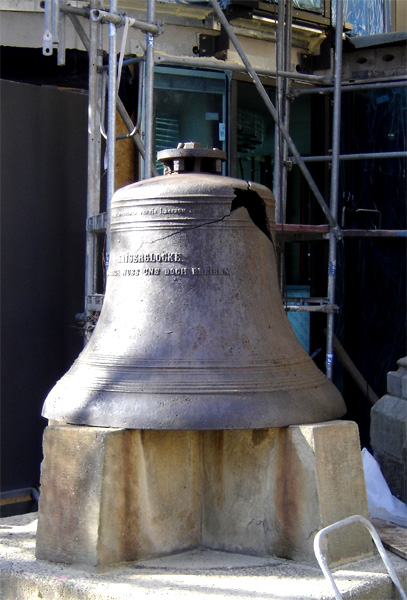
Kaiserglocke

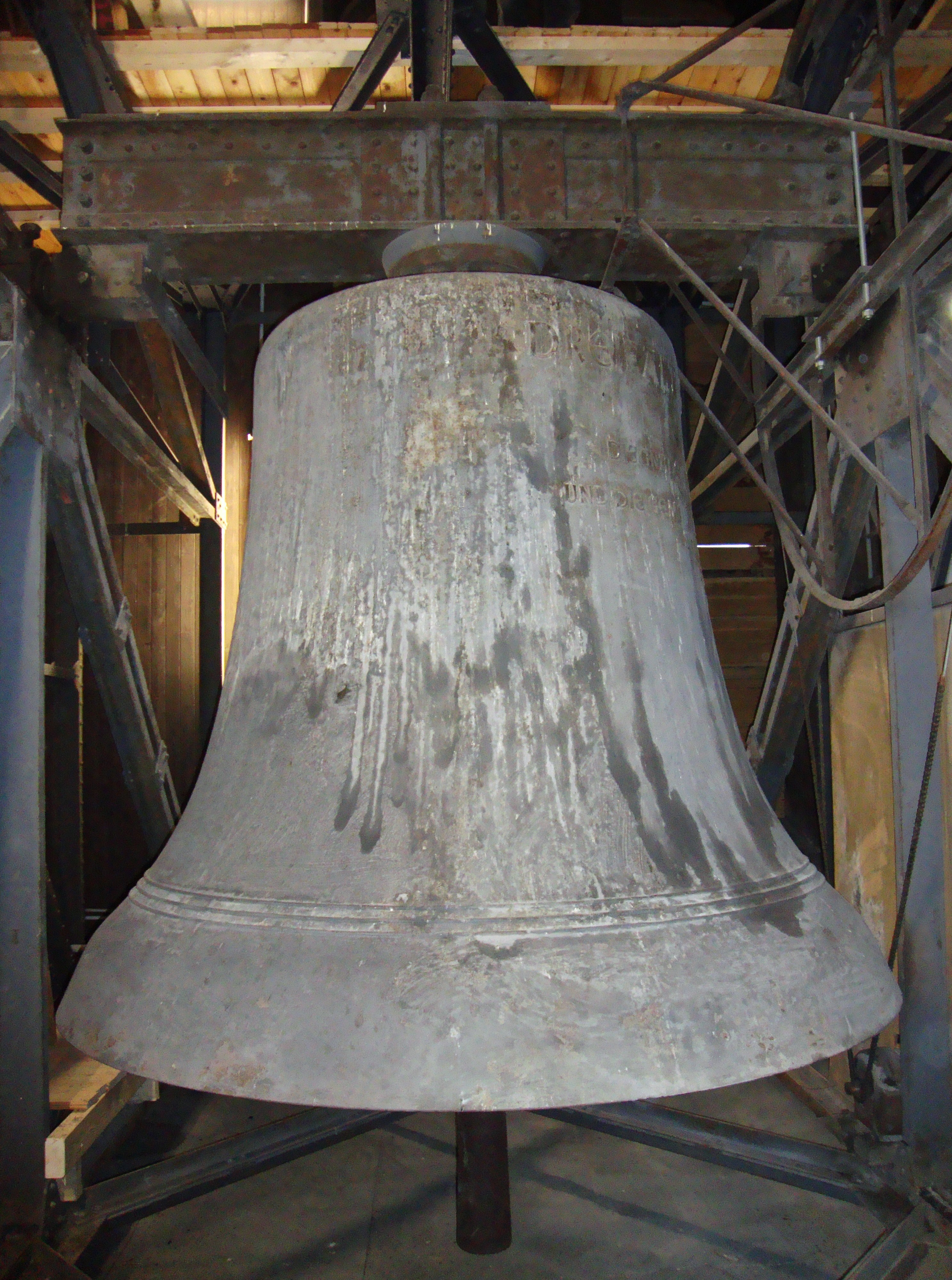
Dreifaltigkeitsglocke

Acht von elf Glocken gingen beim Turmeinsturz 1661 verloren. 1917 befanden sich noch vier Bronzeglocken aus dem 19. Jahrhundert im Turm. Sie wurden für Kriegszwecke eingeschmolzen. Nach dem Ersten Weltkrieg wurde ein vierstimmiges Gussstahlgeläut aufgehängt. Es bestand aus der „Lutherglocke“ (Inschrift: „Eine feste Burg ist unser Gott“), der „Hindenburgglocke“ (Inschrift: „Es streit für uns der rechte Mann“), der „Kaiserglocke“ (Inschrift: „Das Reich muss uns doch bleiben.“) und der „Reinoldusglocke“ (Inschrift: „Lass fahrn dahin, sie haben’s kein’ Gewinn“). Heute erinnert die gesprungene „Kaiserglocke“ an die Zerstörung der Kirche und dieses Geläutes im Zweiten Weltkrieg. Die Glocke wurde während eines Bombenangriffs getroffen und nach dem Zweiten Weltkrieg an der Südseite der Kirche aufgestellt.
Heute hängt im Glockenturm ein Großgeläut der Gießerei Bochumer Verein aus dem Jahre 1954 mit einem Gesamtgewicht von 15,7 Tonnen. Es ist das zweitgrößte Gussstahlgeläut der Welt, nach dem der Stiftskirche zu Neustadt an der Weinstraße. Die Glockenweihe und das damit verbundene erste Läuten fand unter großer Beteiligung der Bevölkerung am 24. Dezember 1954 in der Christvesper statt. Die damaligen Kosten der sechs Stahlglocken betrugen 90.500 DM. Die Dreifaltigkeitsglocke ist die größte läutbare Gussstahlglocke Westfalens.
| Nr. | Name                  | Durchmesser (mm) | Masse (kg) | Schlagton (HT-1/16) | Inschrift |
| 1   | Dreifaltigkeitsglocke | 2.535            | ≈6.500≈    | f0 −5               | DIE GNADE UNSERES HERRN JESU CHRISTI UND DIE LIEBE GOTTES UND DIE GEMEINSCHAFT DES HEILIGEN GEISTES SEI MIT EUCH ALLEN + AMEN + |
| 2   | Friedensglocke        | 2.088            | 3.393      | as0 −4              | MEINEN FRIEDEN GEBE ICH EUCH |
| 3   | Prophetenglocke       | 1.895            | 2.480      | b0 −2,5             | DIE HERRLICHKEIT DES HERRN GEHT AUF ÜBER DIR                                                                                    |
| 4   | Apostelglocke         | 1.601            | 1.523      | des1 −1             | HALT IM GEDÄCHTNIS JESUM CHRISTUM                                                                                               |
| 5   | Lutherglocke          | 1.425            | 1.074      | es1 −3              | DER GERECHTE WIRD SEINES GLAUBENS LEBEN                                                                                         |
| 6   | Reinoldusglocke       | 1.263            | 0.771      | f1 ±0               | SUCHET DER STADT BESTES! |